# Otto Fritz Meyerhof
Otto Fritz Meyerhof (Hanóver, Alemania, 12 de abril de 1884 - Filadelfia, 6 de octubre de 1951) fue un fisiólogo alemán.
Realiza los estudios de medicina en Friburgo de Brisgovia y Estrasburgo, y el doctorado en Heidelberg. Trabajó en el instituto de Fisiología y Biología de Kiel. Fue director del instituto de Fisiología y Biología Wilhelm Kaiser, Berlín.
El ascenso del partido nazi obligó a Meyerhof, de origen judío, a emigrar a París, y posteriormente a Estados Unidos. Fue profesor de fisiología en la Universidad de Pensilvania, y fallece en su capital Filadelfia, en 1951.
Sus trabajos se orientaron preferentemente, en el proceso químico que se verifica en la oxidación de la glucosa presente en el organismo y en la liberación de energía que se desprende en toda contracción muscular.
Meyerhof comprobó que si la contracción muscular se produce en presencia de oxígeno, la glucosa se metaboliza a ácido láctico y este, por la presencia del oxígeno, en anhídrido carbónico y agua
Obtuvo el Premio Nobel de Fisiología o Medicina en 1922, compartido con Archibald Vivian Hill.
| Predecesor: Schack August Steenberg Krogh | Premio Nobel de Fisiología o Medicina 1922 | Sucesor: Frederick Grant Banting John James Richard Macleod |

- Datos: Q57132
- Multimedia: Otto Fritz Meyerhof / Q57132